# Bösendorfer

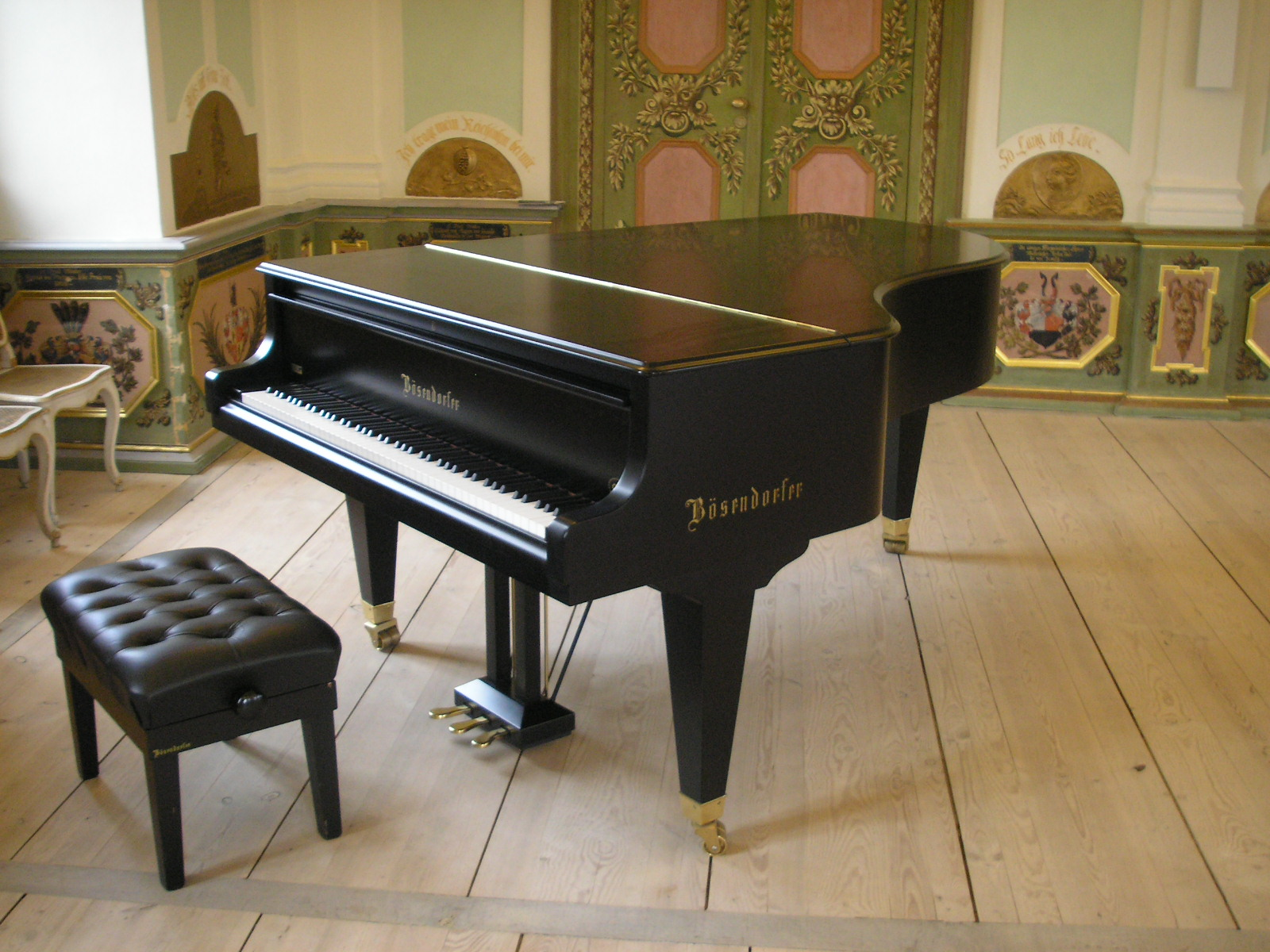
Un piano Bösendorfer.

Bösendorfer (de nombre completo L. Bösendorfer Klavierfabrik GmbH), es una empresa fabricante de pianos vienesa fundada en 1828 por Ignaz Bösendorfer. Fue subsidiaria del grupo BAWAG P.S.K. y desde el 1 de febrero de 2008 se incorporó a Yamaha Corporation.
Los pianos que produce Bösendorfer son considerados entre los mejores del mundo junto con los producidos por Blüthner, Grotrian-Steinweg, Fazioli y Steinway and Sons construidos en Hamburgo.

## Modelos

### Modelos estándar negros
| Modelo #     | Longitud       | Teclas |
| ------------ | -------------- | ------ |
| 170          | 5' 8"          | 88     |
| 185          | 6' 1"          | 88     |
| 200          | 6' 7"          | 88     |
| 214          | 7'             | 88     |
| 225          | 7' 4"          | 92     |
| 280          | 9' 2"          | 88     |
| 290 Imperial | 9' 6"          | 97     |
| 130CL        | Piano vertical | 88     |

## Artistas de Bösendorfer
Estos son algunos de los músicos y compositores que usan o han usado pianos Bösendorfer:
- Tori Amos
- Víctor Borge
- Bradley Joseph
- Frank Zappa
- Valentina Lisitsa
- Franz Liszt
- Oscar Peterson
- Alfredo Perl
- Matt Savage
- Aziza Mustafa Zadeh
- Giovanni Allevi
- Hans Zimmer
- Motoi Sakuraba
- Ambrosio Valero
- Plácido Domingo
- Judith Jáuregui